# Liste des maires des Andelys
Cet article dresse une liste par ordre de mandat des maires des Andelys.

## Liste des maires
| Période                                  | Période                       | Identité                                                                  | Étiquette                 | Qualité |
| ---------------------------------------- | ----------------------------- | ------------------------------------------------------------------------- | ------------------------- | --- |
| Les données manquantes sont à compléter. |                               |                                                                           |                           | |
| vers 1210                                |                               | Hugo Lebrun                                                               |                           | |
| vers 1210                                |                               | Gilbert Belot                                                             |                           | |
| 18 juin 1694                             |                               | Antoine Desrois de la Gamelle († 1726)                                    |                           | écuyer, conseiller du roi, brigadier dans la compagnie des gardes du corps du roi de Noailles, sieur du Roure (ou Roule ou Rouvre) |
| 20 juillet 1704                          |                               | Jacques de Pitre                                                          |                           | |
| 23 janvier 1708                          |                               | Adjutor Nicolas Lemonnier des Essarts                                     |                           | |
| vers 1730                                |                               | Pierre de la Tour                                                         |                           | Lieutenant-général du présidial de Gisors |
| 20 juillet 1730                          |                               | Charles Nicolas Henri Langlois                                            |                           | Lieutenant-général du présidial de Gisors |
| novembre 1769                            |                               | Jacques Charles Nicolas Damonville                                        |                           | écuyer, sieur des Nots |
| novembre 1771                            |                               | Jacques Philippe Devaudichon                                              |                           | avocat et notaire |
| 27 juin 1775                             | 25 octobre 1784               | Jean Baptiste Desfresches († 1789)                                        |                           | marchand drapier, petit-neveu d'Antoine Desrois de la Gamelle. |
| 25 octobre 1784                          |                               | Jean Baptiste Alexis Beuzelin                                             |                           | avocat et notaire |
| 29 mars 1789                             |                               | Nicolas Gringore                                                          |                           | |
| 18 janvier 1790                          | 23 juin 1790                  | Raoul IV de La Barre de Nanteuil                                          |                           | Lieutenant des maréchaux de France Président du conseil général de l'Eure (1790 → 1791) |
| 9 août 1790                              | 2 juillet 1793                | Jacques Philippe de Vaudichon                                             |                           | |
| 7 avril 1794                             |                               | Charles Augustin Bernand                                                  |                           | |
| 22 septembre 1796                        |                               | Jean Jacques Philippe Grimoult                                            |                           | |
| 22 septembre 1797                        |                               | Jacques Hyacinthe Geneviève Hébert                                        |                           | ancien magistrat |
| 16 septembre 1798                        |                               | Jean Baptiste Joseph Rossey                                               |                           | |
| 5 juin 1800                              |                               | Simon Charles Martin lefebvre                                             |                           | Il n’accepte pas sa nomination. |
| 7 août 1800                              |                               | Jean Pierre Borel                                                         |                           | |
| 8 juillet 1803                           |                               | Louis Frédéric Flavigny                                                   |                           | fabricant de draps |
| 10 septembre 1814                        |                               | Charles Pierre de Ganeau                                                  |                           | |
| 16 mars 1816                             |                               | Jean Baptiste Sainte-Croix Malide                                         |                           | |
| 24 décembre 1817                         |                               | Alexis Désiré Beuselin                                                    |                           | |
| 18 janvier 1826                          |                               | Pierre Paul Grimoult                                                      |                           | |
| 5 avril 1827                             |                               | Henri Eugène Labour                                                       |                           | |
| 4 novembre 1830                          |                               | François Frédéric Duval et Jean Baptiste Grimoult                         |                           | administrateurs provisoires |
| 11 mars 1832                             |                               | Emmanuel Lainé                                                            |                           | |
| 15 mai 1835                              |                               | Louis Nicolas François Alphonse Flavigny                                  |                           | |
| 3 septembre 1843                         |                               | François Ursin Mettais-Cartier                                            |                           | |
| 6 décembre 1846                          |                               | Louis Nicolas François Alphonse Flavigny                                  |                           | 2e mandat |
| 6 mars 1848                              |                               | Louis Hippolyte Caumont, Etienne François Guérard et Clotaire Félix Lamer |                           | administrateurs provisoires |
| 27 septembre 1848                        | 1854                          | Auguste Bruno Monton (an XI-1854)                                         |                           | Avoué au tribunal civil des Andelys, rentier |
| 18 octobre 1854                          |                               | Isidore Dominique Poncet                                                  |                           | |
| 24 juillet 1857                          |                               | François Ursin Mettais-Cartier                                            |                           | 2e mandat |
| avant 1858                               | après 1864                    | Louis Ernest Mettais-Cartier                                              |                           | Avocat, juge suppléant aux Andelys, sous-préfet à Pont-Audemer(1873-1876) puis à Louviers (1876-1877) |
| avant 1867                               |                               | Louis Ferdinand Dumesnil                                                  | Droite                    | Brasseur associé rue Dareau (Paris). Conseiller général des Andelys (1871 → 1886) Chevalier de la Légion d'honneur (1868) |
| septembre 1870                           | février 1874                  | Adjutor-Napoléon Jullien                                                  |                           | Conseiller municipal depuis le 14 novembre 1846 Officier de la garde nationale en 1848 |
| février 1874                             | après 1877                    | Louis Ferdinand Dumesnil                                                  | Droite                    | Brasseur associé Conseiller général des Andelys (1871 → 1886) Chevalier de la Légion d'honneur (1868) |
| février 1878                             | 24 mai 1879                   | Marin Ernest Metton                                                       |                           | Conseiller municipal depuis 1850 Magistrat |
| août 1879                                | après juillet 1880            | Adjutor-Napoléon Jullien                                                  |                           | Chevalier de la Légion d'honneur (1880) |
| 1886                                     | 1893                          | Albert Eugène Bizet                                                       | Républicain               | Notaire, déchu de son mandat |
| 5 janvier 1896                           |                               | Louis François Cavelier (1825-1912)                                       |                           | Conseiller municipal (1865-1876) puis adjoint (1876-1896) Cultivateur Suppléant du juge de paix chevalier de la Légion d'honneur (1896) |
| ca 1926                                  |                               | Maurice Doin                                                              |                           | |
| 1936                                     |                               | M. Hugot                                                                  |                           | |
| ca 1940                                  |                               | M. Montailler                                                             |                           | fait fonction de maire |
| ca 1943                                  |                               | Maurice Delarue                                                           | DVD                       | Conseiller général des Andelys (1951 → 1968) Nommé conseiller départemental en 1943 |
| 1947                                     | 1953                          | Charles Cruchon                                                           |                           | Trésorier payeur général honoraire, officier de la Légion d'honneur |
| Les données manquantes sont à compléter. |                               |                                                                           |                           | |
| après avril 1958 avant 1959              | 1965                          | Gabriel Chéneaux de Leyritz                                               |                           | Haut fonctionnaire puis dirigeant d'entreprises d'assurances. Commandeur de la Légion d'honneur |
| 1965                                     | 1983                          | René Tomasini                                                             | UNR-UDT puis UDR puis RPR | Haut fonctionnaire (dont sous-préfet des Andelys 1946 → 1950), résistant. Maire de Corny (1961 → 1965) Conseiller général des Andelys (1968 → 1983) Député de l'Eure (1958 → 1974 et 1978 → 1980) Sénateur de l'Eure (1980 → 1983) Secrétaire d'État Décédé en fonction |
| 1983                                     | 1986                          | Yves Lemercier                                                            | UMP                       | Conseiller général des Andelys (2002 → 2004) Démissionnaire |
| 1986                                     | 1989                          | Paul Baty,                                                                | Droite                    | Technicien France Télécom |
| 1989                                     | 1994                          | Freddy Deschaux-Beaume                                                    | PS                        | Inspecteur départemental de l'Éducation nationale Député de l'Eure (4e puis 5e circ.) (1981 → 1993) Démissionnaire |
| 1994                                     | 1995                          | Michel Vauthrin                                                           | PS                        | |
| 1995                                     | 2008                          | Franck Gilard,                                                            | RPR puis UMP              | Consultant Conseiller général des Andelys (1998 → 2002) Député de l'Eure (5e circ) (2002 → 2017) |
| 2008                                     | 2014,                         | Laure Dael                                                                | PS                        | Collaboratrice de cabinets ministériels Conseillère générale des Andelys (2004 → 2011) Vice-présidente du conseil général de l'Eure(2007 → 2011) |
| avril 2014,                              | En cours (au 8 décembre 2017) | Frédéric Duché                                                            | UMP → LR                  | Attaché parlementaire Vice-président de l'ex-CCAE ( ? → 2016) Président de la CA SNA (2017 → ) Conseiller général puis départemental des Andelys (2011 → ) Vice-président du conseil départemental de l'Eure (2015 → )                                                  |